# Заводське (Костромська область)
Заводське (рос. Заводское) — присілок в Межевському районі Костромської області Російської Федерації.
Населення становить 50 осіб. Належить до муніципального утворення Георгієвське сільське поселення.

## Історія
Від 1944 року населений пункт належить до Костромської області.
Від 2007 року входить до складу муніципального утворенняГеоргієвське сільське поселення.

## Населення
| 2008 | 2010 | 2014 |
| ---- | ---- | ---- |
| 61   | ↘44  | ↗50  |